# Billboard
 Билборд  (енгл. Billboard) је један од најстаријих музичких часописа. Настао је још 1894. у Синсинатију. Овај часопис се углавном бави вестима из музичке индустрије и један је од најреалних и најнепристраснијих часописа те врсте. Осим издавањем часописа, ова музичка кућа се бави и објвљивањем званичних америчких топ-листи из домена музике. Најважније топ-листе јесу свакако недељна топ-листа најпродаванијих синглова свих жанрова, (Билборд хот 100), и недељна топ-листа најпродаванијих албума свих жанрова (Билборд 200). Осим ових постоји још преко 100 топ-листа које  Билборд  недељно ажурира.

## Историја

### Рана историја
је основан у Синсинатију 1. новембра 1894. године. Иницијално је садржао огласе и промоционе материјале, и звао се Billboard Advertisment. Тада су билборди, плакати и папирне рекламе постављене на јавним местима биле примарно средство оглашавања. Доналдсон се бавио уређивањем и оглашавањем, док је Хенеган, који је поседовао Хенеган Принтинг Kо., управљао продукцијом часописа. Прва издања имала су само осам страница. Часопис је имао рубрике као што су „Билова соба трача” и „Неуморна и незауствана индустрија зидних плаката”. Одељење за пољопривредне сајмове основано је 1896. године. Назив је промењен у Билборд 1897. године.
Након кратког одсуства услед уредничких разлика мишљења, Доналдсон је купио Хенеганов удео у послу 1900. године за 500 долара (што је данас око 14.200 долара) да би га спасио од банкротства. Маја те године, Доналдсон је изменио часопис из месечног у недељни са већим нагласком на најновије вести. Побољшао је уреднички квалитет и отворио нове канцеларије у Њујорку, Чикагу, Сан Франциску, Лондону и Паризу, и такође рефокусирао часопис на забаву на отвореном, као што су сајмови, карневали, циркуси, водвиљи и бурлескне представе. Секција посвећена циркусима уведена је 1900. године, што је 1901. године праћено значајнијом покривености догађаја на отвореном. Билборд је такође покривао теме као што су регулатива, недостатак професионализма, економија и нове представе. Часопис је имао рубрику „сцена оговарања” која је покривала приватне животе забављача, секцију „шаторски шоу” која је покривала путујуће представе, и подсекцију под називом „Наказе по наруџбини”. Према Сијетл тајмсу, Доналдсон је такође објавиљивао новинске чланке „нападајући цензуру, хвалећи продукције које показују добар укус и борећи се против жутог новинарства”.
Како су се железнице развијале, Билборд је омогућио систем за прослеђивање поште за путујуће забављаче. Локација забављача је праћена у новинској рубрици „Путеви напред“, а затим би Билборд примао пошту у име звезде и објављивао обавештење у својој колони Поштанско-сандуче да има пошту за њега или њу. Ова услуга је први пут представљена 1904. године и постала је један од највећих Билбордових извора профита и веза са славним личностима. До 1914. године, 42.000 људи је користило овај сервис. Такође је коришћен као званична адреса путујућих забављача за нацрте писама током Првог светског рата. Током 1960-их, када је услуга укинута, Билборд је још увек обрађивао 1.500 писама недељно.
Године 1920, Доналдсон је контроверзно ангажовао црног новинара Џејмса Алберта Џексона да пише недељну рубрику посвећену црним извођачима. Према Пословање културе: стратешке перспективе забаве и медија, та рубрика је идентификовала дискриминацију црних извођача и помогла да се потврде њихове каријере. Џексон је био први црни критичар у националном часопису са претежно белом публиком. Према речима његовог унука, Доналдсон је такође успоставио политику против идентификације извођача према њиховој раси. Доналдсон је умро 1925. године.

### Фокус на музици
Билбордов уређивачки садржај је променио фокус како се развијала технологија снимања и репродукције, покривајући „чуда модерне технологије“ као што су фонограф и бежични радио уређаји. Часопис је почео да покрива машине за забаву на кованице 1899. године, а у марту 1932. створио је наменски одељак под називом Машине за забаву. Билборд је почео да покрива индустрију филмова 1907. године, али се, суочен са јаком конкуренцијом од Variety, фокусирао на музику. Током 1920-их година часопис је формирао радио-дифузну станицу.
Индустрија џубокса је наставила да расте кроз Велику депресију и била је у великој мери рекламирана на Билборду,‍:262 што је довело до још већег фокусирања уредника на музику. Пролиферација фонографа и радија такође је допринела његовом растућем музичком нагласку. Билборд је објавио прву музичку хит параду 4. јануара 1936. и увео Водич за куповину плоча у јануару 1939. године. Године 1940, часопис је представио Чарт Лајн, која је евидентирала најпродаваније плоче, а томе је следила табела за џубокс плоче 1944. године под називом Машина музичке кутије. До 1940-их Билборд је у већој мери био специјализована публикација за музичку индустрију. Број топ листа које је објавио порастао је након Другог светског рата, како су нова музичка интересовања и жанрови постали популарни. Имао је осам листа до 1987. године, покривајући различите жанрове и формате, и 28 графикона до 1994. године.
До 1943. године Билборд је имао око 100 запослених. Канцеларије часописа су се преселиле у Брајтон, Охајо 1946. године, а затим у Њујорк 1948. године. Таблоидни формат са пет колона усвојен је у новембру 1950. године, а премазан папир је први пут коришћен у Билбордовим штампаним издањима у јануару 1963. године, што је омогућило фото новинарство. Негде пре септембра 1960. име је промењено у The Billboard.
Billboard Publications Inc. је купио месечни трговачки часопис за продавце слаткиша и машина за цигарете под називом Венд, а 1950-их је купио рекламну трговинску публикацију под називом Тајд. До 1969. године Billboard Publications Inc. је поседовао 11 трговачких и потрошачких публикација, Ватсон-Гуптил публикацоје, сет касета за самостално учење и четири телевизијске франшизе. Они су такође купили Фото Викли те године.
Временом су теме које је Билборд покривао изван музичког света формирале основу за одвојене публикације: часопис Фанспот је креиран 1957. да покрије забавне паркове и Amusement Business је креиран 1961. да покрива забаву на отвореном. У јануару 1961, Билборд је преименован у Billboard Music Week како би се нагласио његов нови ексклузивни интерес за музику. Две године касније, преименован је у једноставно Билборд. Према The New Business Journalism, до 1984. Билборд публикације је био „просперитетни“ конгломерат трговинских часописа, и Билборд је постао „неоспорни лидер“ у вестима из музичке индустрије. Почетком 1990-их Билборд је представио Billboard Airplay Monitors, публикацију за диск џокеје и музичке програмере. До краја 1990-их, Билборд је себе назвао „библијом“ дискографске индустрије.

## Топ листе
Неке од најважнијих топ-листа које  Билборд  објављује.
| - Billboard Hot 100 - Hot 100 Airplay - Hot 100 Singles Sales - Bubbling Under Hot 100 Singles - Hot R&B/Hip-Hop Singles & Tracks - Hot R&B/Hip-Hop Airplay - Hot R&B/Hip-Hop Singles Sales - Bubbling Under R&B/Hip-Hop Singles - Hot Rap Tracks - Pop 100 - Pop 100 Airplay - Hot Digital Songs - Hot Digital Tracks - Mainstream Top 40 - Rhythmic Airplay Charts\|Rhythmic Top 40 - Adult Top 40 - Adult Contemporary - Modern Rock Tracks - Mainstream Rock Tracks - Hot Country Songs - Hot Dance Music/Club Play - Dance Radio Airplay - Hot Dance Singles Sales - Hot Latin Tracks - Latin Pop Airplay - Hot Christian Adult Contemporary - Hot Gospel Tracks | - Billboard 200 - Top R&B/Hip-Hop Albums - Top R&B/Hip-Hop Catalog Albums - Top Country Albums - Top Country Catalog Albums - Top Bluegrass Albums - Top Electronic Albums - Top Independent Albums - Top Pop Catalog Albums - Top Latin Albums - Top Latin Pop Albums - Top Regional Mexican Albums - Top Tropical Albums - Top Latin Rhythmic Albums - Top Rap Albums - Top Compilation Albums - Top Comedy Albums - Top Classical Albums - Top Holiday Albums - Top Canadian Albums - Top Blues Albums - Top Christian Albums - Top Contemporary Jazz - Top Gospel Albums - Top Jazz Albums - Top Soundtracks - Top Heatseekers |